# Menaistraße

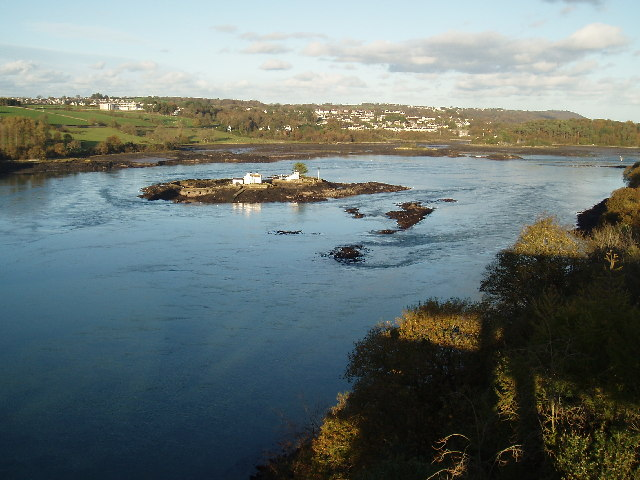
Die Menaistraße zwischen den beiden Brücken mit der Insel Gored Goch

Die Menaistraße (englisch: Menai Strait, walisisch: Afon Menai) ist eine Meerenge, welche die Insel Anglesey vom walisischen Festland trennt. Sie ist etwa 25 Kilometer lang und wird von zwei Brücken – der Britanniabrücke und der Menai-Brücke – überspannt. Auf dem Festland liegt der Bezirk Arfon Anglesey gegenüber. In der Menaistraße befindet sich eine Reihe mittelalterlicher Fischwehre.